# Steffen Hultsch
Steffen Hultsch (* 7. Mai 1944) ist ein deutscher Politiker (Die Linke). Er war zuvor Mitglied in der kurzzeitig neugegründeten USPD und der WASG. Von Juli bis Oktober 2009 war er Mitglied des Deutschen Bundestages. 

## Beruflicher Werdegang
Nach dem Abschluss des Jurastudiums arbeitete Hultsch von 1969 bis 1979 als Wissenschaftlicher Assistent und Oberassistent am Lehrstuhl für Arbeitsrecht an der Akademie für Staat und Recht in Potsdam. Von 1976 bis 1979 arbeitete er am Arbeitsgesetzbuch der DDR mit. 1979 bis 1981 lehrte er an der Rechtsschule von Guinea-Bissau und beriet zudem den Justizminister der Republik. Von 1983 bis 1991 lehrte er Arbeitsrecht an der Akademie für Staats- und Rechtswissenschaften Potsdam. Parallel war er von 1985 bis 1990 Mitglied des Rates für Arbeitsschutzforschung der DDR und zwischen 1989 und 1991 kommissarischer Leiter des Lehrstuhles für Sozialrecht an der Universität Potsdam. Seit 1990 arbeitete er als Rechtsanwalt mit den Spezialgebieten Arbeits- und Sozialrecht in Potsdam.

## Politische Karriere
Bei der Neugründung der USPD im Februar 1990 gehörte Hultsch zu den Gründungsmitgliedern. Nach der Gründung der WASG 2004 gehörte er zum Vorstand und war Pressesprecher des Landesverbandes Brandenburg. Bei der Bundestagswahl 2005 kandidierte er auf Platz 6 der Landesliste der Linkspartei.PDS, doch nur die ersten fünf Kandidaten zogen in den Bundestag ein. 2006 war er Sprecher der WASG Brandenburg, ein Jahr später Mitglied im Die-Linke-Landesvorstand. 2008 war Hultsch Sprecher der Landesarbeitsgemeinschaft Solidarische Ökonomie und stellvertretender Landesvorsitzender Die Linke. Land Brandenburg sowie Leiter der Projektgruppe Arbeitsgesetzbuch. Als Lothar Bisky am 14. Juli 2009 sein Bundestagsmandat niederlegte, um in das Europaparlament zu wechseln, übernahm Hultsch dessen Platz. Da er bei der Bundestagswahl 2009 im September nicht antrat, endete seine Mitgliedschaft im Deutschen Bundestag Ende Oktober wieder. Bei der Landtagswahl in Brandenburg 2009 scheiterte er, da er nur auf Platz 37 der Landesliste stand.